# Davide Carrus
Davide Carrus (Cagliari, 19 marzo 1979) è un allenatore di calcio ed ex calciatore italiano, di ruolo centrocampista, allenatore in seconda della formazione dell'Under-17 del Cagliari.

## Caratteristiche tecniche

### Giocatore
Giocatore di taglia fisica ridotta, viene impiegato prevalentemente come regista davanti alla difesa, pur essendo in grado di ricoprire anche altri ruoli come il trequartista o l'interno sinistro.

## Carriera

### Giocatore
Inizia a giocare nel Sinnai, e a 11 anni approda nelle giovanili del Cagliari. Diventa capitano della Primavera rossoblù ed esordisce in Serie B nel campionato Serie B 1997-1998, a 19 anni. Nello stesso periodo viene regolarmente convocato nelle Nazionali giovanili azzurre.
Nel 1998 passa in prestito al Modena, in Serie C1: sfiora la promozione ai playoff e disputa una stagione positiva, nella quale viene nominato miglior giovane della categoria. A fine campionato torna al Cagliari: la stagione è condizionata dal ferimento subito nel settembre 1999 dopo una lite, che lo tiene fuori per diversi mesi e fa saltare il ritorno in prestito al Modena. Debutta in Serie A il 6 gennaio 2000 in Bologna-Cagliari (1-0), e resta in forza ai sardi anche nella prima parte della stagione successiva, in Serie B. Nel gennaio 2001 passa in prestito alla SPAL, con cui gioca una stagione e mezza in Serie C1 nella quale è condizionato da diversi infortuni. Tornato al Cagliari, viene impiegato da titolare da Nedo Sonetti e poi Gian Piero Ventura nella stagione 2002-2003, complice anche un infortunio al compagno di squadra Daniele Conti.
In scadenza di contratto, nel 2003 passa all'Ancona neopromosso in Serie A, dove colleziona 16 presenze prima di passare in Serie B alla Fiorentina nel gennaio 2004, scambiato con Luis Helguera. Frenato da un lungo infortunio. In viola gioca 5 partite e segna un gol su rigore all'ultima giornata del campionato cadetto 2003-2004, proprio al Cagliari nella sconfitta per 3-1 della sua squadra. Partecipa anche allo spareggio promozione dei gigliati contro il Perugia, che segnerà il ritorno in massima serie della Fiorentina.
I viola lo cedono quindi in prestito al Bari; nell'estate 2006 viene interamente riscattato dalla società pugliese, dove rimane per un altro anno nella serie cadetta per un totale di 84 presenze e 18 reti, tra cui quello realizzato alla Juventus che nella stagione 2006-2007 vale la salvezza dei pugliesi.
Nell'estate 2007 passa al Bologna, sempre in Serie B, per circa 350.000 euro. Contribuisce con 40 presenze e una rete alla promozione in Serie A dei felsinei, nel campionato 2007-2008; nella stagione successiva, chiuso da Sergio Volpi, non rientra nei piani tecnici e resta ai margini della prima squadra giocando 3 partite di campionato. Il 30 gennaio 2009 passa all'Empoli in prestito con diritto di riscatto per la società toscana. Qui colleziona 12 presenze fino a fine stagione.
Il 20 luglio 2009 passa al Mantova a titolo definitivo, sottoscrivendo un contratto triennale. Nonostante il contributo di Carrus (5 reti in 31 presenze), i virgiliani a fine stagione retrocedono e a seguito del fallimento della società il giocatore resta svincolato. Il 19 ottobre 2010 firma per la Salernitana, militante in Prima Divisione, un contratto annuale con opzione per l'anno successivo in caso di promozione della squadra nella serie cadetta. Con i granata raggiunge la finale dei playoff, persa contro il Verona nonostante un rigore realizzato dallo stesso Carrus, e a fine stagione resta nuovamente svincolato a causa della mancata iscrizione al campionato.
Il 5 luglio 2011 passa al Frosinone, in Prima Divisione, e vi rimane per tre stagioni culminate con la promozione in Serie B nel campionato 2013-2014. Non riconfermato tra i cadetti, nel luglio 2014 passa alla Casertana, in Lega Pro, dove rimane per una sola stagione, prima di trasferirsi con il compagno di squadra Ermanno Fumagalli al Pro Piacenza, sempre in Lega Pro.
Il 7 settembre 2016 firma per il Castiadas, militante nel campionato di Eccellenza sarda.

### Allenatore
Ritiratosi nel 2019, entra nel settore giovanile del Cagliari come collaboratore di mister Zini nell’Under 15. L’anno seguente diventa il secondo di Alessandro Agostini in Primavera.

### Presenze e reti nei club
| Stagione         | Squadra          | Campionato       | Campionato | Campionato | Coppe nazionali | Coppe nazionali | Coppe nazionali | Coppe continentali | Coppe continentali | Coppe continentali | Altre coppe | Altre coppe | Altre coppe | Totale | Totale |
| Stagione         | Squadra          | Comp             | Pres       | Reti       | Comp            | Pres            | Reti            | Comp               | Pres               | Reti               | Comp        | Pres        | Reti        | Pres   | Reti   |
| ---------------- | ---------------- | ---------------- | ---------- | ---------- | --------------- | --------------- | --------------- | ------------------ | ------------------ | ------------------ | ----------- | ----------- | ----------- | ------ | ------ |
| 1997-1998        | Cagliari         | B                | 1          | 0          | CI              | 0               | 0               | -                  | -                  | -                  | -           | -           | -           | 1      | 0      |
| 1998-1999        | Modena           | C1               | 31+2       | 2+0        | CI-C            | 4               | 1               | -                  | -                  | -                  | -           | -           | -           | 37     | 3      |
| 1999-2000        | Cagliari         | A                | 7          | 0          | CI              | 0               | 0               | -                  | -                  | -                  | -           | -           | -           | 7      | 0      |
| 2000-gen. 2001   | Cagliari         | B                | 7          | 0          | CI              | ?               | ?               | -                  | -                  | -                  | -           | -           | -           | 7+     | 0+     |
| gen.-giu. 2001   | SPAL             | C1               | 16         | 0          | CI              | -               | -               | -                  | -                  | -                  | -           | -           | -           | 16     | 0      |
| 2001-2002        | SPAL             | C1               | 15         | 0          | CI              | ?               | ?               | -                  | -                  | -                  | -           | -           | -           | 15+    | 0+     |
| Totale SPAL      | Totale SPAL      | Totale SPAL      | 31         | 0          |                 | ?               | ?               |                    | -                  | -                  |             | -           | -           | 31+    | 0+     |
| 2002-2003        | Cagliari         | B                | 34         | 1          | CI              | ?               | ?               | -                  | -                  | -                  | -           | -           | -           | 34+    | 1+     |
| Totale Cagliari  | Totale Cagliari  | Totale Cagliari  | 49         | 1          |                 | ?               | ?               |                    | -                  | -                  |             | -           | -           | 49+    | 1+     |
| 2003-gen. 2004   | Ancona           | A                | 16         | 0          | CI              | ?               | ?               | -                  | -                  | -                  | -           | -           | -           | 16+    | 0+     |
| gen.-giu. 2004   | Fiorentina       | B                | 5+1        | 1+0        | CI              | -               | -               | -                  | -                  | -                  | -           | -           | -           | 6      | 1      |
| 2004-2005        | Bari             | B                | 36         | 7          | CI              | 1               | 0               | -                  | -                  | -                  | -           | -           | -           | 37     | 7      |
| 2005-2006        | Bari             | B                | 24         | 6          | CI              | 0               | 0               | -                  | -                  | -                  | -           | -           | -           | 24     | 6      |
| 2006-2007        | Bari             | B                | 24         | 5          | CI              | 0               | 0               | -                  | -                  | -                  | -           | -           | -           | 24     | 5      |
| Totale Bari      | Totale Bari      | Totale Bari      | 84         | 18         |                 | 1               | 0               |                    | -                  | -                  |             | -           | -           | 85     | 18     |
| 2007-2008        | Bologna          | B                | 40         | 1          | CI              | 1               | 1               | -                  | -                  | -                  | -           | -           | -           | 41     | 2      |
| 2008-gen. 2009   | Bologna          | A                | 3          | 0          | CI              | 2               | 0               | -                  | -                  | -                  | -           | -           | -           | 5      | 0      |
| Totale Bologna   | Totale Bologna   | Totale Bologna   | 43         | 1          |                 | 3               | 1               |                    | -                  | -                  |             | -           | -           | 46     | 2      |
| gen.-giu. 2009   | Empoli           | B                | 12         | 0          | CI              | -               | -               | -                  | -                  | -                  | -           | -           | -           | 12     | 0      |
| 2009-2010        | Mantova          | B                | 31         | 5          | CI              | 2               | 0               | -                  | -                  | -                  | -           | -           | -           | 33     | 5      |
| ott. 2010-2011   | Salernitana      | 1D               | 23+4       | 5+2        | CI+CI-LP        | -               | -               | -                  | -                  | -                  | -           | -           | -           | 27     | 7      |
| 2011-2012        | Frosinone        | 1D               | 28         | 9          | CI+CI-LP        | 0               | 0               | -                  | -                  | -                  | -           | -           | -           | 28     | 9      |
| 2012-2013        | Frosinone        | 1D               | 18         | 4          | CI+CI-LP        | 0               | 0               | -                  | -                  | -                  | -           | -           | -           | 18     | 4      |
| 2013-2014        | Frosinone        | 1D               | 14+2       | 0          | CI+CI-LP        | 4+4             | 0               | -                  | -                  | -                  | -           | -           | -           | 24     | 0      |
| Totale Frosinone | Totale Frosinone | Totale Frosinone | 60+2       | 13         |                 | 8               | 0               |                    | -                  | -                  |             | -           | -           | 70     | 13     |
| 2014-2015        | Casertana        | LP               | 23         | 0          | CI+CI-LP        | 3+1             | 0               | -                  | -                  | -                  | -           | -           | -           | 27     | 0      |
| 2015-2016        | Pro Piacenza     | LP               | 32+2       | 1          | CI-LP           | 1               | 0               | -                  | -                  | -                  | -           | -           | -           | 35     | 1      |
| Totale carriera  | Totale carriera  | Totale carriera  | 440+11     | 47+2       |                 | 23+             | 2+              |                    | -                  | -                  |             | -           | -           | 474    | 51     |